# Oláh Géza
Oláh Géza (Salgótarján, 1925. október 1. – Budapest, 1988. február 15.) válogatott magyar labdarúgó, kapus. A sportsajtóban Oláh I néven volt ismert.

## Pályafutása

### Klubcsapatban
A Salgótarjáni BTC labdarúgója volt. Ruganyos, megbízható, jó ütemérzékű kapus volt, kapus volt, aki nem egyszer a hátvédsorban vállalkozott az összjátékra.

### A válogatottban
1954 és 1955 között három alkalommal szerepelt a válogatottban.

## Sikerei, díjai
- Magyar Népköztársasági Kupa
  - döntős: 1958

## Statisztika

### Mérkőzései a válogatottban
| Magyarország | Magyarország       | Magyarország               | Magyarország | Magyarország | Magyarország | Magyarország | Magyarország | Magyarország |
| #            | Dátum              | Helyszín                   | Hazai        | Eredmény     | Vendég       | Kiírás       | Gólok        | Esemény      |
| ------------ | ------------------ | -------------------------- | ------------ | ------------ | ------------ | ------------ | ------------ | ------------ |
| 1.           | 1954. november 14. | Budapest, Népstadion       | Magyarország | 4 – 1        | Ausztria     | barátságos   | -            | 83'          |
| 2.           | 1955. április 24.  | Bécs, Práter-stadion       | Ausztria     | 2 – 2        | Magyarország | Európa-kupa  | -            |              |
| 3.           | 1955. május 11.    | Stockholm, Råsunda Stadion | Svédország   | 3 – 7        | Magyarország | barátságos   | -            |              |
|              | Összesen           |                            |              | 3            | mérkőzés     |              | 0            | gól          |